# Les Aiglons (film)
Pour les articles homonymes, voir Les Aiglons (homonymie).
Pour plus de détails, voir Fiche technique et Distribution.
Les Aiglons (titre original : Junge Adler) est un film allemand réalisé par Alfred Weidenmann sorti en 1944.
Il s'agit d'un film de propagande nazie.
Ce film voit les débuts d’acteurs alors adolescents, dont la carrière va se poursuivre dans le cinéma allemand d’après-guerre, puis parfois international, comme Dietmar Schönherr, Gunnar Möller (de) et Hardy Krüger (encore appelé Eberhard Krüger dans la distribution du film).

## Synopsis
Theo Brakke, le fils arrogant d'un directeur d'usine d'aviation, remporte une régate d'aviron. En raison de mauvais résultats scolaires, il n'était pas autorisé à y participer. Son père l'emmène au conseil de classe et le punit en l'envoyant travailler à l'usine parce qu'il espère lui faire connaître l'esprit de camaraderie.
Theo traite d'abord les autres apprentis avec condescendance méprisante alors qu'il est bien accueilli. En tant que fils du directeur, il se sent supérieur aux autres. Toutes les tentatives de ses collègues et l'instructeur Roth pour intégrer Theo dans la communauté échouent. Mais quand ses camarades le sauvent de la noyade et le défendent contre le rejet de son père, Theo se rend compte que son arrogance était une grosse erreur.

## Fiche technique
- Titre français : Les Aiglons[2]
- Titre original : Junge Adler
- Réalisation : Alfred Weidenmann assisté de Zlata Mehlers et de Carl Merznicht
- Scénario : Herbert Reinecker, Alfred Weidenmann
- Musique : Hans-Otto Borgmann
- Direction artistique : Rudolf Linnekogel, Wilhelm Vorwerg
- Costumes : Vera Mügge
- Photographie : Klaus von Rautenfeld
- Son : Ernst Walter
- Montage : Walter Wischniewsky
- Production : Hans Schönmetzler
- Sociétés de production : UFA
- Société de distribution : Deutsche Filmvertriebs (DFV)
- Pays d'origine :  Reich allemand
- Langue : allemand
- Format : Noir et blanc - 1,37:1 - Mono - 35 mm
- Genre : Propagande
- Durée : 107 minutes
- Dates de sortie :
  - Allemagne nazie : 24 mai 1944
  - France : 1er août 1944[2]

## Distribution
- Dietmar Schönherr : Theo Brakke
- Gunnar Möller (de) : Spatz, apprenti
- Eberhard Krüger : Heinz Baum, dit Bäumchen, apprenti
- Manfred Schrott : Otto, apprenti
- Robert Filippowitz : Wolfgang, apprenti
- Klaus Stahl : Friedel, apprenti
- Willy Fritsch : Roth, maître d'apprentissage
- Herbert Hübner : Brakke, le directeur
- Gerta Böttcher : Annemie Brakke
- Albert Florath : Le père Stahl
- Karl Dannemann : Bachus, contremaître
- Aribert Wäscher : Zacharias, le gérant du café
- Paul Henckels : Dr. Voß
- Josef Sieber : Martin, pilote
- Fritz Hoopts (de) : Fischer
- Alfred Maack (de) : Le magasinier
- Karl Hellmer : Kalubbe, le marchand de musique

## Histoire du film
Le ministre de la Propagande allemand Joseph Goebbels apprécie le film car il n'hésite pas à montrer les Jeunesses hitlériennes et leurs symboles. Il regrette qu'il soit un échec, parce que, pense-t-il, on ne vient pas d'abord voir un film politique.
Après la Seconde Guerre mondiale, les Alliés occupant le pays interdisent la diffusion du film.
Plusieurs dizaines d’années après, la FSK — l’instance allemande chargée de gérer la censure des films — révise la notification « déconseillé aux moins de 6 ans » décidée en 1980, pour une « interdiction aux moins de 18 ans » en 1996 en raison de la présence des éléments de propagande nazie.

## Article annexe
- Liste des longs métrages allemands créés sous le nazisme